# Doug Brocail
Douglas Keith Brocail (né le 16 mai 1967 à Clearfield, Pennsylvanie, États-Unis) est un lanceur droitier de relève ayant joué au baseball dans les Ligues majeures de 1992 à 2009. Il est l'actuel instructeur des lanceurs des Astros de Houston.

## Carrière de joueur

### Débuts
Étudiant au Lamar High School de Lamar au Colorado, Doug Brocail a joué au football et au basket-ball en plus du baseball. Il fut un choix de première ronde (12e au total) des Padres de San Diego au repêchage du baseball en 1986. De nombreuses blessures ont retardé sa progression vers les majeures, mais il fit éventuellement ses débuts dans les grandes ligues avec les Padres en 1992.
À sa première saison complète, il fut employé comme lanceur partant, mais présenta un dossier d'à peine 4 victoires contre 13 défaites en 24 départs. La saison suivante, il est converti en releveur mais ne fait que 12 présences au monticule.
Le 28 décembre 1994, Brocail est impliqué dans une méga-transaction entre les Padres et les Astros de Houston. Le lanceur est échangé à l'équipe texane en compagnie de Derek Bell, Ricky Gutierrez, Phil Plantier, Craig Shipley et Pedro A. Martinez. En retour, San Diego obtient Ken Caminiti, Steve Finley, Andujar Cedeno, Brian Williams et Roberto Petagine.

### Astros de Houston
Brocail est utilisé comme partant pour sept départs à sa première saison à Houston en 1995. Il apparait aussi 29 fois en relève. Son dossier fut de 6-4, sa première saison gagnante, avec une première victoire protégée.
Il présente un dossier de 1-4 en 23 sorties, dont 4 départs, en 1996.
Le 10 décembre 1996, Brocail passe aux Tigers de Detroit en compagnie de Brian Hunter, Todd Jones et Orlando Miller, en échange de Brad Ausmus, José Lima (en), Trever Miller, C.J. Nitkowski et Daryle Ward.

### Tigers de Detroit
Avec les Tigers en 1997, Brocail effectue quatre départs, ses quatre derniers jusqu'ici dans les ligues majeures. Il est aussi beaucoup plus utilisé à Detroit, apparaissant dans plus de 60 rencontres au cours des trois premières saisons avec cette équipe.
En 1998 et 1999, sa moyenne de points mérités baissa de manière sensible, à 2,73 puis à 2,52.
Éprouvant des maux de bras, il joue moins en 2000, et des blessures le tiendront à l'écart des majeures jusqu'en 2004.

### Retour dans les majeures
Doug Brocail a effectué un retour dans les ligues majeures en 2004 avec les Rangers du Texas. Le 13 septembre de cette année-là, il se retrouve mêlé à un incident disgracieux survenu au McAfee Coliseum d'Oakland. Le coéquipier de Brocail chez les Rangers, Frank Francisco, lança une chaise pliante dans les gradins, atteignant au visage une spectatrice. La blessure subit par cette dernière nécessita des points de suture. La femme était l'épouse d'un partisan des Athletics d'Oakland, Craig Bueno, qui avait invectivé Brocail en raillant le fait que l'épouse de ce dernier avait donné naissance à un enfant mort-né. Brocail fut suspendu pour 7 parties après l'altercation avec les partisans des Athletics. Pour s'être porté à la défense de Brocail, Francisco fut condamné par un tribunal et dut verser une compensation financière à la spectatrice.
Brocail évolua deux saisons pour les Rangers, puis signa avec son équipe initiale, les Padres de San Diego, avec qui il joua deux autres années.
Il a depuis signé un contrat comme agent libre avec une autre de ses anciennes équipes, les Astros de Houston, avec qui il évolue depuis 2008.
En, il a présenté un dossier de 7 victoires et 5 défaites en 72 présences en relève, avec une moyenne de points mérités de 3,93. Ces sept gains constituent un sommet en carrière. Il fait 20 présences au monticule pour Houston en 2009 et prend sa retraite.

## Carrière d'entraîneur
Après sa retraite de joueur, Brocail demeure dans l'organisation des Astros de Houston comme assistant au manager général. En juin 2011, il devient instructeur des lanceurs en remplacement de Brad Arnsberg, congédié.

## Vie personnelle
Doug Brocail et son épouse, Lisa, ont cinq filles : Taylor, McKinzie, Madisyne, Camdyn, et Parker Elizabeth. Les noms Camdyn et Parker sont des hommages au Camden Yards de Baltimore, où les Orioles disputent leurs matchs locaux.